# Kalanaur
Kalanaur là một thị xã và là một nagar panchayat của quận Gurdaspur thuộc bang Punjab, Ấn Độ.

## Địa lý
Kalanaur có vị trí 32°01′B 75°09′Đ / 32,02°B 75,15°Đ Nó có độ cao trung bình là 243 mét (797 feet).

## Nhân khẩu
Theo điều tra dân số năm 2001 của Ấn Độ, Kalanaur có dân số 12.915 người. Phái nam chiếm 53% tổng số dân và phái nữ chiếm 47%. Kalanaur có tỷ lệ 65% biết đọc biết viết, cao hơn tỷ lệ trung bình toàn quốc là 59,5%: tỷ lệ cho phái nam là 69%, và tỷ lệ cho phái nữ là 61%. Tại Kalanaur, 13% dân số nhỏ hơn 6 tuổi.